# Congrégation de saint Joseph
La Congrégation de saint Joseph (en latin Congregatio Sancti Iosephi) constitue une congrégation cléricale enseignante et missionnaire de droit pontifical.

## Historique
À l'instar de Don Bosco, le père Léonard Murialdo (1828 - 1900) se consacre à l'éducation des jeunes pauvres. En 1866, il est nommé recteur du collège Artigianelli (it) de Turin, initié par le père Jean Cocchi pour l'éducation chrétienne et la formation professionnelle des garçons pauvres et abandonnés. Sous la direction de Murialdo, l'œuvre s'enrichit d'une colonie agricole et d'une maison pour les jeunes travailleurs.
Pour pérenniser ses travaux, Murialdo fonde le 19 mars 1873, au collège Artigianelli, un institut sous le patronage de saint Joseph, éducateur et gardien de Jésus, qu'il donne comme un exemple d'humilité et de charité. Murialdo consacre les dernières années de sa vie à l'organisation de sa congrégation, assisté par Dom Eugenio Reffo.
La congrégation obtient du pape Léon XIII le décret de louange le 7 mai 1890 et ses constitutions sont définitivement approuvées par le Saint-Siège le 1er août 1904. Sous les successeurs de Murialdo, commence l'expansion de la congrégation à l'étranger : en 1904, est ouverte une école agraire et des arts et métiers en Cyrénaïque ; en 1915, les Joséphites se rendent au Brésil ; en 1922, ils acceptent la direction du vicariat apostolique de Napo en Équateur. En 1935, la congrégation fonde des maisons en Argentine, d'où ils se répandent au Chili, et en 1949 aux États-Unis.

## Activités et diffusion

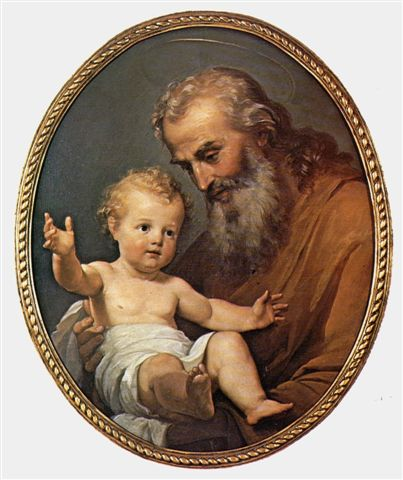
Image devant laquelle Murialdo fonda l'institut.

Les Joséphites se dédient aux paroisses, missions, à l'enseignement en particulier la formation professionnelle et les jeunes travailleurs.
Ils sont présents en :
- Europe : Italie, Albanie, Espagne, Roumanie.
- Amérique :  Argentine, Brésil, Chili, Colombie, Équateur, États-Unis, Mexique.
- Afrique : Ghana, Guinée-Bissau, Nigéria, Sierra Leone.

La maison généralice est à Rome.
Au 31 décembre 2008 la congrégation comptait 109 maisons et 609 religieux dont 440 prêtres.

## Source
- (it) Cet article est partiellement ou en totalité issu de l’article de Wikipédia en italien intitulé « Congregazione di San Giuseppe » (voir la liste des auteurs).

### Article lié
- Sœurs murialdines de Saint Joseph